# Plica medemi
Espèce
Plica medemi est une espèce de sauriens de la famille des Tropiduridae.

## Répartition
Cette espèce est endémique du département de Meta en Colombie.

## Étymologie
Cette espèce est nommée en l'honneur de Federico Medem.

## Publication originale
- Murphy & Jowers, 2013 : Treerunners, cryptic lizards of the Plica plica group (Squamata, Sauria,Tropiduridae) of northern South America. ZooKeys, no 355, p. 49–77 (texte intégral).